# Adélaïde Moundélé-Ngollo
Yvonne Adélaïde Moundélé-Ngollo (geb. 1944) ist eine Politikerin der Republik Kongo. Sie diente in der Regierung von Kongo-Brazzaville als Ministerin für Kleine und Mittelständische Unternehmen seit 2007. Sie war davor Generaldirektorin von Hydro-Congo (1998–1999) und Handelsministerin (2002–2007).

## Karriere
Moundélé-Ngollo wurde in Brazzaville geboren. Sie ist eine Tochter von Édouard Mougany, einem Mitglied der Nationalversammlung der Republik Kongo und einem Mitstreiter von Präsident Fulbert Youlou. Ihr erster Ehemann war Ange Diawara, ein Militär und Führer der Parti Congolais du Travail (PCT). Er wurde 1973 wegen seiner Rolle in der Verschwörung 1972 hingerichtet. Sie heiratete später einen anderen Politiker, Benoît Moundélé-Ngollo, der als Minister, als Mayor von Brazzaville und als Präfekt von Brazzaville diente.
Nachdem sie hohe Stellungen bei Hydro-Congo, der nationalen Erdöl-Explorations und Exploitationsfirma, eingenommen hatte (inklusive des Postens der Direktorin des Department of Studies and Planning (1986–1994)), wurde Moundélé-Ngollo Beraterin des Minister of Hydrocarbons von 1994 bis 1998. Sie besuchte im September 1995 auch die United Nations Fourth World Conference on Women als Delegierte von Congo-Brazzaville. Moundélé-Ngollo war Generaldirektorin von Hydro-Congo von Dezember 1998 bis Dezember 1999. Sie wurde später Mitglied des National Executive Bureau of Club 2002, welches Präsident Denis Sassou Nguesso unterstützt und von seinem Neffen, Willy Sassou Nguesso, geführt wird.
Nach den Wahlen im Mai/Juni 2002 wurde Moundélé-Ngollo am 18. August 2002 als Minister of Trade, Consumption, and Supplies ernannt und sie wurde Nachfolgerin von Pierre-Damien Boussoukou Boumba in dieser Position. 2002 und Anfang 2003 Ende 2002 und Anfang 2003 spielte sie eine Schlüsselrolle bei Friedensinitiativen im Zusammenhang mit der Ninja-Rebellion unter der Führung von Pasteur Ntoumi; am 17. März 2003 wurde ein Friedensabkommen unterzeichnet und sie wurde Mitglied des Überwachungsausschusses der Konvention für Frieden und nationalen Wiederaufbau.
In den Parlamentswahlen im Juni bis August 2007 wurde Moundélé-Ngollo als Kandidatin des Club 2002 für den Wahlkreis Mindouli im Department Pool in die Nationalversammlung gewählt. Nachdem sie in der ersten Wahlrunde auf 42,10 % der Stimmen kam, trat sie in der zweiten Wahlrunde gegen den Kandidaten Jean-Claude Massoba vom Mouvement Congolais pour la Démocratie et le Développement Intégral (MCDDI) an. Sie gewann. Nach der Wahl wurde sie am 30. Dezember 2007 als Ministerin für kleine und mittelständische Unternehmen berufen mit Zuständigkeit für das Handwerk. Ihr Stellvertreter, Auguste Mpassi-Mouba, übernahm ihren Sitz in der Nationalversammlung.
Mpassi-Mouba starb am 16. Oktober 2009. Damit wurde der Sitz für Mindouli 1 frei. Um ihren Sitz in der Nationalversammlung wieder einzunehmen, hätte Moundélé-Ngollo aus der Regierung austreten müssen, was sie offenbar auch nicht wollte; Infolgedessen wurde für Juli 2010 eine Nachwahl als Ersatz für Mpassi-Mouba anberaumt. Verfassungsrechtlich galt die Angelegenheit als etwas unklar, da die Nachwahl anberaumt wurde, um einen Stellvertreter zu ersetzen, während der Titelabgeordnete noch am Leben war. Moundélé-Ngollo trat bei der Nachwahl erneut als Kandidat an; Da davon ausgegangen wurde, dass sie in der Regierung bleiben würde, war ihr Stellvertreter praktisch der eigentliche Kandidat.